# Хикаса, Ёко
Ёко Хикаса (яп. 日笠 陽子 Хикаса Ё:ко) — японская сэйю. Родилась 16 июля 1985 года в префектуре Канагава, Япония. Работает в компании I'm Enterprise. Хикаса начала стремиться стать сэйю после просмотра «Сейлор Мун», и позже стала ходить в Nihon Narration Engi Kenkyūjo, в подготовительную школу для сэйю. Она участник поп группы Ro-Kyu-Bu!, вместе с Каной Ханадзавой, Юкой Игути, Риной Хидакой и Юй Огурой. Группа взяла своё название из аниме-сериала Ro-Kyu-Bu!; в которой участники озвучивали главных персонажей. Их первый сингл «Shoot!» был выпущен 17 августа 2011 и был использован как открывающая тема аниме Ro-Kyu-Bu!. Ro-Kyu-Bu! выпустили альбом Pure Elements 5 октября 2011 года. Хикаса имеет квалификацию пищевого технолога. 30 декабря 2015 года в своём блоге она сообщила, что вышла замуж.

## Роли

### Аниме-сериалы
2007
- Sketchbook ~full color's~ — Минамо Нэгиси

2008
- Ghost Hound — младшеклассница (12 серия)
- Ikki Tousen: Great Guardians — Girl B
- Monochrome Factor — ученица
- PERSONA -trinity soul- (14 серия)

2009
- Asura Cryin’ — Рицу Сиодзуми[4], Котори Араясики
- Basquash! — Няпико (1 серия), ребёнок (2 серия)
- Tetsuwan Birdy: Decode 02 — Ведьма
- K-On! — Акияма Мио[5]
- Luminous Arc 3 — Ангел Мирия
- Nogizaka Haruka no Himitsu: Purezza — Ивай Хинасаки, Яёи Каяхара
- Umineko no Naku Koro ni — Сатан
- «Торадора!» — ученица

2010
- Chu-Bra!! — Киёно Амахара[6]
- Giri Giri Airu Village — Нясута
- Ichiban Ushiro no Daimaō — Дзюнко Хаттори[7]
- K-On!! — Акияма Мио
- Seikimatsu Occult Gakuin — Мая Кумасиро
- Seitokai Yakuindomo — Сино Амакуса
- Sora no Otoshimono Forte — Хиёри Кадзанэ
- The Qwaser of Stigmata — Хана Кацураги[8]
- WORKING!! — Идзуми Таканаси

2011
- Beelzebub — Адзуса Фудзисаки
- Dog Days — графиня Бриоше Д’Арукиан
- IS (Infinite Stratos) — Хоки Синононо
- Kore wa Zombie Desu ka? — Серафима
- Moshidora — Минами Кавасима
- Nurarihyon no Mago: Sennen Makyou — Кёкоцу
- Rio: Rainbow Gate! — Линда
- Ro-Kyu-Bu! — Саки Нагацука
- The Qwaser of Stigmata II — Хана Кацураги
- Working'!! — Идзуми Таканаси

2012
- Btooom! — Хидэми Киносита
- Campione! — Эрика Бланделли
- Code: Breaker — Сакура Сакуракодзи
- Danshi Koukousei no Nichijou — Яс-сан
- Dog Days’ — графиня Бриоше Д’Арукиан
- Driland — Харука
- Gokujyo — Акабанэ Ая
- Hagure Yuusha no Estetica — Мию Осава
- Hayate the Combat Butler: Can’t Take My Eyes Off You — Каюра Цуругино
- High School DxD — Риас Гремори
- Hyouka — вице-председатель клуба изучения викторин
- Inu x Boku SS — Нобара Юкинокодзи
- Kingdom — Кианг Лей
- Kore wa Zombie Desu ka? Of the Dead — Серафим
- Medaka Box Abnormal — Саки Сукинасаки
- Mouretsu Pirates — Линн Ламбретта
- Muv-Luv Alternative: Total Eclipse — Нирам Равамунандо

2013
- Aku no Hana — Нанако Саэки
- Boku wa Tomodachi ga Sukunai NEXT — Хината Хидака
- Danganronpa — Кёко Киригири
- Hal — Куруми
- Hataraku Maou-sama! — Эми Юса
- Hal — Куруми
- Hyakka Ryouran Samurai Bride — Мусаси Миямото
- Ro-Kyu-Bu! SS — Саки Нагацука
- Senki Zesshou Symphogear G — Мария Кадендзавна Ева
- Yama no Susume — Каэдэ Сайто

2014
- Nobunaga the Fool — Жанна Кагуя Дарк
- Seitokai Yakuindomo* — Сино Амакуса
- Trinity Seven: 7-Nin no Mahoutsukai — Мира Ямана

2015
- Dog Days — Бриоше Даркуэн
- Junketsu no Maria — Артемид
- Senki Zesshou Symphogear GX — Мария Кадендзавна Ева

2016
- New Game! — Ко Ягами
- Saijaku Muhai no Bahamut — Рели Айнграм
- «Берсерк» — Фарнеза

2017
- New Game!! — Ко Ягами
- «Берсерк» — Фарнеза

2019
- Dr. Stone — Минами Хокутодзай
- Granbelm — Анна Фуго
- Miru Tights — Юа Накабэни[9]

2021
- Vivy: Fluorite Eye's Song — Эстелла
- «Двуличный братик Урамити» — Мабуи Дага

2022
- Summertime Render — Хидзуру Минаката

2023
- A Galaxy Next Door — Момока Морикуни

2025
- Zatsu Tabi: That’s Journey — Рири Тэнкубаси

### OVA
- Final Fantasy VII Advent Children — житель города Эдж

### Полнометражные аниме-фильмы
- Hayate the Combat Butler! Heaven Is a Place on Earth — Каюра Цуругино
- K-ON!!:The Movie — Акияма Мио
- Keroro Gunso the Super Movie 3: Keroro vs. Keroro Great Sky Duel — женщина
- Sora no Otoshimono the Movie: The Angeloid of Clockwork — Хиёри Кадзанэ

### Drama CD
- Last Game (2015—2016) — Микото Кудзё

### Озвучка в играх
- Arknights — Kal’tsit
- Bang Dream! — Томоэ Удагава
- Black Rock Shooter — Сидзу
- Berserk and the Band of the Hawk — Фарнеза
- Danganronpa: Kibō no Gakuen to Zetsubō no Kōkōsei — Кёко Киригири
- Granado Espada — Берронифф
- Ken to Mahou to Gakuen Mono — гномиха
- L@ve once — Мэру Торитомэ
- Lollipop Chainsaw — Джульетта Старлин (голос по умолчанию в японской версии PS3)
- Makai Shin Trillion — Фауст
- MegaZone 23: Part III — Мами Накагава
- Phantasy Star Online 2 — Эхо
- Sono Hanabira ni Kuchizuke wo — Сидзуку Кирисима (использует имя Миэи)
- Street Fighter V — Лаура Мацуда
- Zenless Zone Zero — Эвелин Шевалье

## Синглы и альбомы
В качестве сэйю Мио Акиямы, персонажа K-on, Ёко Хикаса выпустила 4 сингла и 2 альбома.
- «Cagayake! Girls» занял 2 место в японском чарте синглов Oricon[11].
- «Don’t say 'lazy'» занял 3 место в чарте синглов Oricon[12] и получил награду «Лучшая песня» Animation Kobe[13].
- «Fuwa Fuwa Time» (яп. ふわふわ時間) занял 3 место в чарте синглов Oricon[14].
- «Mio Akiyama» (яп. 秋山澪) занял 2 место в чарте синглов Oricon[15].
- Houkago Teatime (яп. 放課後ティータイム) занял 1 место в чарте синглов Oricon[16][17].
- «Rhythm Dimension» вместе с Shiina-Tactix[18].